# Cardiophorus ferganicus
Cardiophorus ferganicus là một loài bọ cánh cứng trong họ Elateridae. Loài này được Dolin miêu tả khoa học năm 2003.